# Playa de Conejera
La playa de Conejera, conocida también como ensenada Conejera, se sitúa en la parroquia de Selorio, en el concejo de Villaviciosa, Asturias, España.

## Descripción
Se trata realmente de un pedregal, al que se puede acceder desde Selorio, y haciendo a pie el último tramo que además no está señalizado.
Presenta forma de concha y tiene poca asistencia, ya que su ubicación, rodeada de altos acantilados, la convierten en una zona de umbrías, poco atrayente al baño. Pese a ello es muy idónea para la pesca, tanto la recreativa como la submarina.